# カンパニー (ミュージカル)
『カンパニー』（Company）は、1970年に初演された、スティーヴン・ソンドハイム作曲・作詞、ジョージ・ファース脚本のミュージカルコメディ。オリジナル公演はトニー賞でそれまでの過去最高の14部門にノミネートされ、6部門で受賞した。 
オリジナルのタイトルは　Threes　であり、ボビー（ステディな関係やましてや結婚には積極的に関われない独身男性）と、彼の親友の5組のカップルと彼の3人のガールフレンドをめぐる筋書きである。明快なストーリーが進行する多くのブック・ミュージカルと異なり、『カンパニー』はボビーの35歳の誕生日パーティーにまつわる、様々な時系列の短い描写で構成されたコンセプト・ミュージカルである。 
『カンパニー』は成人のテーマや関係性を扱った最初のミュージカルのひとつである。ソンドハイムは次のように語っている。「ブロードウェイの劇場は長年上流中産階級の観客に支えられてきた。彼らは上流中産階級なりの問題を抱えた世界から脱出したくて劇場に来る。そこで私たちはカンパニーを通して、どうやって彼らの顔前にその世界をもう一度引き戻すかについて語るんだ」 

## 背景
ジョージ・ファースは11本の一幕物の演劇を書き、キム・スタンリーがそれぞれの異なる主役を演じるように計画していた。アンソニー・パーキンスは演出に興味を示し、ソンドハイムに資料を読むよう依頼した。ソンドハイムはこの劇を読んだ後、ハロルド・プリンスに意見を求めた。プリンスはこの演劇はミュージカルの原作になると考えた。テーマは主役が結婚とは何かを調べる中で描き出されるニューヨークの結婚生活となる。 

## あらすじ
注：1990年代初頭、ファースとソンドハイムは脚本を改訂した。時代遅れになったセリフを削除、変更し、第1幕の最後を書き換えた。このあらすじは、改訂後の脚本をベースにしている。 

### 第1幕
ロバートは誰からも好かれている独身男性で、ニューヨークに住んでいる。彼の友人たちはみな結婚しているか婚約中だ。ジョアンとラリー、ピーターとスーザン、ハリーとサラ、デビッドとジェニー、そしてポールとエイミー。
ロバートの35歳の誕生日に、カップルたちは彼にサプライズパーティを仕掛けるために集まった。ロバートはバースデーケーキのろうそくを吹き消そうとするが、ろうそくの火はついたままだ。友人たちは「それでも誕生日の願い事は叶うよ」とはげます。ところがロバートは願い事など持っていない。友人たちが彼の必要とするものすべてだからだ。 ("Company”) 
以下に続くのは、ロバートがカップルのひと組やガールフレンドのひとりを訪ねたときの、時系列には沿わないばらばらな描写である。
まず最初にロバートはサラを訪ねる。彼女は食通で今はダイエット中、夫のハリーは酒で失敗をして今は禁酒中だ。サラとハリーはお互いの悪癖をなじり合い、エスカレートして空手のような格闘をするが、冗談半分ふざけあっているようでもあり、そうでもないようでもある。
手厳しいジョアンは、ロバートの友人の中では最も年上でシニカルで一番多くの離婚歴がある。彼女は聴衆に、結婚を成功させるのは「くだらないことを一緒にやること」だと嫌みたっぷりにコメントする。("The Little Things You Do Together")
ロバートはハリーに結婚して後悔しているかと尋ねる。ハリー、デビッド、ラリーが「きみは結婚することに対して後悔もし、感謝もする。結婚は君の生き方のすべてを変えもするし、何も変えないともいえる」と告げる。("Sorry-Grateful") 
ロバートは次にピーターとスーザン夫婦と彼らのアパートメントのテラスで過ごす。ピーターはアイビーリーグの卒業生で、スーザンは上流の南部美人だ。二人は完璧なカップルに見えた。もうすぐ離婚すると告げてロバートを驚かせるまでは。
堅苦しいジェニーと粋なデヴィッドの家で、ロバートは彼らからマリファナをもらって吸う。二人はロバートになぜ結婚しないのかと問い詰める。ロバートは、その意見に反対するつもりはないけれど、と主張するが、彼が今つきあっている３人の女性、キャシー、マルタ、エイプリルが現れて、アンドリュー・シスターズのスタイルで煮え切らない態度の彼を非難する。("You Could Drive a Person Crazy”) ジェニーがマリファナたばこのおかわりを求めた後、デビッドはロバートに彼女はマリファナを好きじゃなかったと話そうとする。「僕は堅物と結婚した」と妻に思い出させて、食べ物を運んでくるように言う。 
ロバートの男友達は全員、彼の縛られていない（コミットメントから自由な）立場をとてもうらやましいと思っているが、それぞれがロバートにとって完璧な相手を探していたことを知った。("Have I Got a Girl For You”)　しかしロバートは、彼の結婚している女友達全員のいいところを兼ね備えた誰かを待っていた。("Someone is Waiting”)　
ロバートは3人のガールフレンドと小さな公園で３つの別々の機会に出会う。それは混み合っていて、不正直で、気配りに欠けていて、それでもどういうわけか素敵で、まるでマルタの歌う街の歌のようだった。("Another Hundred People”)
ロバートはまず、機転の利かない航空会社の客室乗務員のエイプリルと知り合う。
次にキャシーと時を過ごす。彼らはこれまでもデートをし、お互い密かに結婚してもいいと思っていたことに気づいた。偶然の一致に笑い合うが、ロバートは不意にそのことを真剣に考え始める。しかしキャシーは新しい婚約者とケープコッドにむかって旅立つところだと打ち明ける。
最後にロバートはマルタに会う。彼女はニューヨークを愛していて、本物の洗練とは、ニューヨークのアップタウンとダウンタウンの違い、本物のニューヨーカーと偽物のおしりの穴の違いについて話しまくる。ロバートは唖然として取り残される。 
場面は変わってエイミーとポールの結婚式の日。彼らは何年も一緒に暮らしていたが、まさに今結婚しようとしている。エイミーはどうしようもないほどパニックに陥っていて、快活なポールは熱心に調子を合わせるが、エイミーは「結婚するのは今日」ではないという理由のリストをまくし立てる。("Getting Married Today” )
新郎介添人のロバートとポールは、彼女が考えられるすべての小さな事柄に文句を言って自分で台無しにして、ついには完全に結婚式をおじゃんにしてしまうのを見る。ポールはがっかりして雨の中に飛び出していき、ロバートはエイミーを落ち着かせようとするが、感情的になりうっかり彼女にプロポーズをする羽目になる。彼の言葉は彼女にショックを与えて現実に引き戻し「あなたは誰かSOMEbodyと結婚する必要があるわ。こんな人間someBODYじゃなくて」と言葉を残してポールの後を追って走り出す。彼女はようやく彼と結婚する準備ができたのだった。
舞台装置がバースデーパーティの場面に戻る。ロバートは再びケーキのろうそくを吹き消そうとする。今度は彼は願い事を持っている。「だれか僕と結婚しよう」。( "Marry Me a Little") 

### 第2幕
バースデーパーティのシーンがリセットされ、ロバートがケーキのろうそくを吹き消す。今回は彼は半分を吹き消すが、残りの半分は消えない。 
カップルばかりの中でロバートがひとりでいることについて、友人たちはお互いにロバートについての見方や、賞賛からあからさまなものまで幅広い意見を共有するが、("Side By Side By Side”)、すぐに、ロバートの完璧な友人としての役回りへのアップテンポな賛歌に加わる。 ("What Would We Do Without You?”) 
曲の中盤のダンスシーンでは（2006年のブロードウェイリバイバルではソロ演奏セクション）、男性はそれぞれ（あるいは5番目の曲はないので彼らのうちの4人が）ダンスのステップでターンし（2006年のブロードウェイリバイバルでは自分の楽器をソロで演奏し）、妻たちがそれに応える。ロバートは同じようにステップを踏む（2006年のブロードウェイリバイバルではおもちゃの笛で変な音を２回鳴らす）。しかし彼にはそれに応えてくれるパートナーはいない。 
ロバートはエイプリルをデートの後で一杯飲むために自分のアパートに連れてくる。彼女は彼の家が居心地のよいことにうんざりするほど驚く。彼はさりげなく彼女をベッドに導き、隣に座って、彼女がベッドに入るように働きかける。彼女は熱心に蝶の死を含む自分の過去を彼に語る。彼は自分の奇妙な思い出をでっち上げて対抗し、彼女が誘惑に屈するように企む。そうしている間、結婚している女友達たちはロバートの孤独な（と彼女たちには見える）独り身という立場と、とりわけ彼がつきあった女性たちの彼に不似合いな性質について「彼女ちょっと…無口じゃない？地味じゃない？下品じゃない？歳とりすぎてない？背が高すぎるんじゃない？攻撃的じゃない？どこ出身なの？…背が高くてあなたのお母さんみたいよ…と心配している。("Poor Baby”)
筋書き通りのセックスの間、我々はロバートやエイプリルの思考を聞く。彼らの興奮の高まりを表現し映し出す音楽がちりばめられている。この音楽はしばしば（オリジナルブロードウェイ公演のように）キャシーのソロダンスを伴って愛の営みの感情と強弱を表す。これはまたパ・ド・ドゥや合唱、あるいはいくつかの公演ではカットされている。 ("Tick-Tock”)
翌朝、エイプリルは早起きをしてバルセロナに飛ぶ仕事があると言う。( "Barcelona”)
ロバートは最初は心から彼女を思いとどまらせようとする。それはできないという彼女の申し訳なさそうな抗議を受け流しながら、ふざけて懇願したり説得する。エイプリルが彼の懇願をしかたなく拒んでいる間、眠気に襲われた彼はやる気をなくして彼女が行くことに同意しようとする。この変化がおそらく彼女をとらえて、ついに彼女はとどまることを宣言する。これはロバートを驚かせる。彼の非常に驚いた、悲しげな "Oh, God!”は、勝利や葛藤ではなく、明らかに恐れと後悔を伴っている。 
続くシーンでは、ロバートはマルタを連れてピーターとスーザンを訪ね、彼らのテラスにいる。どうやらピーターは離婚するためにメキシコに飛んだが、スーザンに電話をし、彼女は彼と休暇を楽しんだらしい。奇妙なことに、彼らはいまだに一緒に暮らしており、実際に離れて暮らすには責任が多すぎるし、離婚によってかえって関係が深まったと言う。スーザンはマルタを連れて昼食を作りに部屋の中に入り、ピーターはロバートに同性愛の経験はあるかと尋ねる。彼らはお互いにあると認め、ピーターはロバートとそのような関係を持つことができる可能性があることをほのめかすが、ロバートは冗談めかして笑って会話を中断する。 
ジョアンとラリーはロバートをナイトクラブに連れ出す。ダンスフロアでラリーが踊り、ジョアンとロバートはひどく酔っ払ってそれを見ている。彼女はロバートがいつも部外者でいることを非難する。人生を生きるのではなくただ見つめているだけだと。その上ラリーを非難することにも固執している。彼女はグラスを掲げて「ランチのご婦人たち」ー様々なタイプの裕福な、意味の無い活動に自分の人生を費やしている中年の婦人たちを批判してあざけりの乾杯を送る。彼女の最高に手厳しい批判は彼女自身のように「ただ見ている」人々のために確保してあり、彼女は観察によって、そのような女性たちはみな「誰もが死ぬ」という知識から来る恐怖に縛られていると結論づけている。("The Ladies Who Lunch")
ラリーがダンスフロアから戻ってきてジョアンの酔っ払ったわめき声を不平も言わず受け止め、ロバートにそれでもまだ彼女を深く愛しているんだと言う。ラリーが支払いに席を立った隙にジョアンはロバートに不倫をしようと持ちかけ、彼女が「彼の世話をする」と保証する。彼は自分自身の口から出た「でも僕は誰の世話をするんだ？」という返事に驚いたように見える。ジョアンはそれが彼の一部の重大な突破口であると感じた。「…長い間閉まっていたドアが開いたわ」ロバートはそうではなくて結婚やコミットメントについてはオープンな心で研究してきたと主張するが、「あなたは何を手に入れたんだ」と問いかける。ラリーが帰ってくるとロバートは怒りながら再び「あなたは何を手に入れたんだ」と尋ねる。ジョアンは「私はだれかさんの大きな願いを叶えたわ」と満足げに宣言する。彼女とラリーはいらいらと考え込んでいるロバートを残して家に帰る。 
カップルたちの反復するミュージカルのモチーフが再び始まり、全員が新たに焦点を合わせて「ボビー・バビー」「ロバート・ダーリン」「ボビー・ベイビー」「いつでも寄っていって」と彼を招く。初期の場面で彼がしていた明るい甘い返事の代わりに、ロバートは突然、本気で「やめろ！」と叫ぶ。皆の驚いた沈黙の中で、彼は静かな強さで彼らに向かって言う。「君らは何を手に入れたんだ」
"Being Alive”の音楽が始まり、彼は理解した結婚の罠や危険を公然と一つ一つ数え上げて歌い、彼らの意見の相違を話す。友人たちはひとりずつ彼の考えに答えて、彼が愛とコミットメントを得ようと試みることを奨励する。
最後にボビーの言葉は変化して、親密さを愛する強い望みを表し、どんな問題があっても「生きている」という挑戦に直面している誰かに出会うことを願っている。
オープニングのパーティは最後にリセットされる。ロバートの友人たちは２時間待ったが、彼の気配はなかった。ついに彼らは帰り支度を始め、ここにいない友人の恋愛が成就するチャンスは新しい希望に満ちていると話し、彼がどこにいようと彼の誕生日がしあわせであるようにと願う。
ロバートはひとりで現れ、ほほえんで、バースデーケーキのろうそくをすべて吹き消す。 

## 登場人物
- ロバート – 中心人物, (ボビーとも呼ばれる); 彼の35歳の誕生日に、グループの人々が集まってくる。

カップル (エイミーとポールを除いて全員結婚している)
- サラとハリー:
  - サラ – 空手を学んでいる。美食家だがダイエット中。 
  - ハリー – フレンドリーで愛想がいい。酒好きだが禁酒中。
- スーザンとピーター:
  - スーザン – 優雅な南部美人。すぐ失神する。 
  - ピーター – アイビーリーグ卒業。おそらくゲイ。
- ジェニーとデイヴィッド：
  - ジェニー – かわいらしくて「堅物」。 
  - デヴィッド– 粋でやや支配的。
- エイミーとポール :
  - エイミー – 神経質なカトリック。自分の結婚式の日になってから怖じ気づく。 
  - ポール – ユダヤ人。彼女の躁の発作を受け入れることを学んでいる。
- ジョアンとラリー :
  - ジョアン – シニカルで、ロバートの友人の中では一番年上。非常に辛辣。 
  - ラリー – ジョアンの３番目の夫。やさしくて理解がある。

ガールフレンドたち
- エイプリル – 世間知らずの客室乗務員。「頭がわるい」と自称する。
- マルタ – クールで悪趣味なほどの派手好き。ニューヨークを愛している。
- キャシー – ニューヨークは場違いだと感じている小さな町の娘。ボビーとくっついたり離れたりしながら長期間つきあっているガールフレンド。

## 主要キャスト
米国公演キャスト
|              | 1970 オリジナルブロードウェイ        | 1995 ブロードウェイ リバイバル       | 2002 ケネディセンター | 2006 ブロードウェイ リバイバル | 2011 ニューヨーク交響楽団        | 2017 ピッツフィールド            | 2020 ブロードウェイ リバイバル            |
| ------------ | ------------------------------------ | ------------------------------------ | --------------------- | ------------------------------ | -------------------------------- | -------------------------------- | ----------------------------------------- |
| 劇場         | アルビン                             | クライテリオンセンターステージライト | ケネディセンター      | エセル・バリモア               | リンカーンセンター               | バリントン・ステージ・カンパニー | ジェイコブス シアター                     |
| 演出         | ハロルド・プリンス                   | スコット・エリス                     | ショーン・マティアス  | ジョン・ドイル                 | ロニー・プライス                 | ジュリアン・ボイド               | マリアンヌ・エリオット                    |
| ロバート     | ディーン・ジョーンズ／ラリー・カート | ボイド・ゲインズ                     | ジョン・バロウマン    | ラウル・エスパルザ             | ニール・パトリック・ハリス       | アーロン・トヴェイト             | カトリーナ・レンク (Bobbieに改名)         |
| サラ         | バーバラ・バリー                     | ケイト・バートン                     | キーラ・ノートン      | クリスティン・ハフマン         | マーサ・プリンプトン             | ジャネット・ベイヤデール         | ジェニファー・シマード                    |
| ハリー       | チャールズ・キンブロー               | ロバート・ウェステンバーグ           | デイビット・ピトゥ    | キース・ビューターボー         | スティーヴン・コルベア           | ローレンス・ストリート           | クリストファー・シーバー                  |
| スーザン     | マール・ルイーズ                     | パトリシア・ベン・ピーターソン       | クリスティ・バロン    | エイミー・ジャストマン         | ジル・ペイス                     | ケイト・ロペスト                 | ラシドラ・スコット                        |
| ピーター     | ジョン・カニンガム                   | ジョナサン・ドクーキッツ             | ダン・クーニー        | マット・キャッスル             | クレイグ・ビアーコ               | ポール Ａ・シェーファー          | グレッグ・ヒルドレス                      |
| ジェニー     | テリ・ラルストン                     | ダイアナ・カノーヴァ                 | エミリー・スキナー    | リーニャ・ライドアウト         | ジェニファー・ローラ・トンプソン | ジェーン・フィッツチ             | ニッキー・レネ・ダニエルズ                |
| デイヴィッド | ジョージ・コー                       | ジョン・ヒルナー                     | マーク・ビエター      | フレッド・ローズ               | ジョン・クレイヤー               | ジェームス・ラディック           | クリストファー・フィッツジェラルド        |
| エイミー     | ベス・ハウランド                     | ベアン・コックス                     | アリス・リプリー      | ヘザー・ローズ                 | ケイティー・フィナラン           | ローレン・マーカス               | マット・ドイル (Jamieに改名)              |
| ポール       | スティーブ・エルモア                 | ダニー・バースタイン                 | マット・ボガート      | ロバート・カニンガム           | アーロン・ラザール               | ジョセフ・スピルディナー         | エタイ・ベンソン                          |
| ジョアン     | エレイン・ストリッチ                 | デブラ・モンク                       | リン・レッドグレイヴ  | バーバラ・ウォルシュ           | パティ・ルポーン                 | エレン・ハーヴェイ               | パティ・ルポーン                          |
| ラリー       | チャールズ・ブラスウェル             | ティモシー・ランドフィールド         | ジェリー・ランニング  | ブルース・サバス               | ジム・ウォルトン                 | ピーター・リアドン               | テレンス・アーチー                        |
| エイプリル   | スーザン・ブロウニング               | ジェーン・クラコウスキー             | キム・ディレクター    | エリザベス・スタンレー         | クリスティーナ・ヘンドリックス   | マーラ・ダヴィ                   | クレイボーン・エルダー (Andyに改名)       |
| マルタ       | パメラ・マイヤーズ                   | ラシャンズ                           | マーシー・ハリエル    | エンジェル・デサイー           | アニカ・ノニ・ローズ             | ノーラ・シェル                   | ボビー・コンテ・ソーントン (PJに改名)     |
| キャシー     | ドナ・マッケニー                     | シャーロット・ダンバス               | エリザベス・ジンズ    | ケリー・ジャンヌ・グラント     | クリッシー・ホワイトヘッド       | レベッカ・カズニック             | カイル・ディーン・マセッティ (Theoに改名) |

英国公演キャスト
|              | 1972 オリジナルウエスエンド | 1994ウエストエンド リバイバル | 2018 ウエストエンド リバイバル            |
| ------------ | --------------------------- | ----------------------------- | ----------------------------------------- |
| ロバート     | ラリー・カート              | エイドリアン・レスター        | ロザリー・クレイグ (Bobbieに改名)         |
| サラ         | マルティ・スティーブンス    | レベッカ・フロント            | メル・ギェドロイツ                        |
| ハリー       | ケネス・キミンズ            | クライブ・ロウ                | ギャビン・スポーク                        |
| スーザン     | ジョイ・フランツ            | クレア・バート                | デイジー・メイウッド                      |
| ピーター     | J・T・クロムウェル          | ガレス・スヌーク              | アシュリー・キャンベル                    |
| ジェニー     | テリ・ラルストン            | リザ・サドヴィー              | ジェニファー・サイエン                    |
| デイヴィッド | ジョージ・コー              | テディ・ケンプナー            | リチャード・ヘンダース                    |
| エイミー     | ベス・ハウランド            | ソフィー・トンプソン          | ジョナサン・ベイリー (Jamieに改名)        |
| ポール       | スティーブ・エルモア        | マイケル・シムキンズ          | アレックス・ゴーモンド                    |
| ジョアン     | エレイン・ストリッチ        | シーラ・ギッシュ              | パティ・ルポーン                          |
| ラリー       | ロバート・ゴス              | ポール・ベントレー            | ベン・ルイス                              |
| エイプリル   | キャロル・リチャーズ        | ハンナ・ジェームズ            | リチャード・フリーッシュマン (Andyに改名) |
| マルタ       | パメラ・マイヤーズ          | アンナ・フランコリーニ        | ジョージ・ブラグデン (PJに改名)           |
| キャシー     | ドナ・マッケニー            | キラン・ホッキング            | マシュー・シードン・ヤング (Theoに改名)   |

## 曲目
| Act I - "Overture" - オーケストラ - "Company" — ロバートと友人たち - "The Little Things You Do Together" — ジョアンとカップルたち - "Sorry-Grateful" — ハリー、デビッド、ラリー - "You Could Drive a Person Crazy" — キャシー、エイプリル、マルタ - "Have I Got A Girl for You" — ラリー、ピーター、ポール、デヴィッド、ハリー - "Someone Is Waiting" — ロバート - "Another Hundred People" — マルタ - "Getting Married Today" — エイミー、ポール、 聖歌隊, 友人たち - "Marry Me a Little" — ロバート | Act II - "Entr'acte" - オーケストラ - "Side by Side by Side"/"What Would We Do Without You?" — ロバートとカップルたち - "Poor Baby" — サラ、ジェニー、スーザン、エイミー、ジョアン - "Have I Got A Girl for You" (Reprise) - ラリー、ピーター、ポール、デヴィッド、ハリー - "Tick-Tock" — キャシー (Instrumental) - "Barcelona" — ロバートとエイプリル - "The Ladies Who Lunch" — ジョアン - "Being Alive" — ロバート - "Finale Ultimo (Company)" - ロバートと友人たち |

## 受賞歴
トニー賞は一度だけ作曲賞と作詞賞を２部門に分けていたが、ソンドハイムは２部門とも受賞した。

### オリジナルブロードウェイ公演
| 年   | 賞                           | 部門                         | ノミネート                 | 結果       |
| ---- | ---------------------------- | ---------------------------- | -------------------------- | ---------- |
| 1971 | ドラマ・デスク・アワード     | ミュージカル脚本賞           | ジョージ・ファース         | 受賞       |
| 1971 | ドラマ・デスク・アワード     | ミュージカル演出賞           | ハロルド・プリンス         | 受賞       |
| 1971 | ドラマ・デスク・アワード     | 作詞賞                       | スティーブン・ソンドハイム | 受賞       |
| 1971 | ドラマ・デスク・アワード     | 作曲賞                       | スティーブン・ソンドハイム | 受賞       |
| 1971 | ドラマ・デスク・アワード     | 装置デザイン賞               | ボリス・アロンソン         | 受賞       |
| 1971 | シアター・ワールド・アワード | シアター・ワールド・アワード | スーザン・ブロウニング     | 受賞       |
| 1971 | トニー賞                     | ミュージカル作品賞           | ミュージカル作品賞         | 受賞       |
| 1971 | トニー賞                     | ミュージカル脚本賞           | ジョージ・ファース         | 受賞       |
| 1971 | トニー賞                     | オリジナル楽曲賞             | スティーブン・ソンドハイム | 受賞       |
| 1971 | トニー賞                     | 作詞賞                       | スティーブン・ソンドハイム | 受賞       |
| 1971 | トニー賞                     | ミュージカル主演男優賞       | ラリー・カート             | ノミネート |
| 1971 | トニー賞                     | ミュージカル主演女優賞       | エレイン・ストリッチ       | ノミネート |
| 1971 | トニー賞                     | ミュージカル主演女優賞       | スーザン・ブロウニング     | ノミネート |
| 1971 | トニー賞                     | ミュージカル助演男優賞       | チャールズ・キンブロー     | ノミネート |
| 1971 | トニー賞                     | ミュージカル助演女優賞       | バーバラ・バリー           | ノミネート |
| 1971 | トニー賞                     | ミュージカル助演女優賞       | パメラ・マイヤーズ         | ノミネート |
| 1971 | トニー賞                     | ミュージカル演出賞           | ハロルド・プリンス         | 受賞       |
| 1971 | トニー賞                     | 振付賞                       | マイケル・ベネット         | ノミネート |
| 1971 | トニー賞                     | 装置デザイン賞               | ボリス・アロンソン         | 受賞       |
| 1971 | トニー賞                     | 照明デザイン賞               | ロバート・オルンボ         | ノミネート |

### 1995 ブロードウェイリバイバル
| 年   | 賞                       | 部門                           | ノミネート                     | 結果       |
| ---- | ------------------------ | ------------------------------ | ------------------------------ | ---------- |
| 1996 | ドラマ・デスク・アワード | ミュージカル助演女優賞         | ベアン・コックス               | ノミネート |
| 1996 | トニー賞                 | ミュージカル・リバイバル作品賞 | ミュージカル・リバイバル作品賞 | ノミネート |
| 1996 | トニー賞                 | ミュージカル助演女優賞         | ベアン・コックス               | ノミネート |

### 1995 ロンドンリバイバル
| 年   | 賞                       | 部門               | ノミネート             | 結果       |
| ---- | ------------------------ | ------------------ | ---------------------- | ---------- |
| 1996 | ローレンス・オリヴィエ賞 | ミュージカル俳優賞 | エイドリアン・レスター | 受賞       |
| 1996 | ローレンス・オリヴィエ賞 | ミュージカル助演賞 | シェイラ・ギッシュ     | 受賞       |
| 1996 | ローレンス・オリヴィエ賞 | ミュージカル助演賞 | ソフィー・トンプソン   | ノミネート |
| 1996 | ローレンス・オリヴィエ賞 | 演出賞             | サム・メンデス         | 受賞       |

### 2006 ブロードウェイリバイバル
| 年   | 賞                       | 部門                           | ノミネート                       | 結果       |
| ---- | ------------------------ | ------------------------------ | -------------------------------- | ---------- |
| 2007 | ドラマ・デスク・アワード | ミュージカル・リバイバル作品賞 | ミュージカル・リバイバル作品賞   | 受賞       |
| 2007 | ドラマ・デスク・アワード | ミュージカル男優賞             | ラウル・エスパルザ               | 受賞       |
| 2007 | ドラマ・デスク・アワード | ミュージカル助演女優賞         | バーバラ・ウォルシュ             | ノミネート |
| 2007 | ドラマ・デスク・アワード | ミュージカル演出賞             | ジョン・ドイル                   | ノミネート |
| 2007 | ドラマ・デスク・アワード | 編曲賞                         | メアリー・ミッチェル・キャンベル | 受賞       |
| 2007 | トニー賞                 | ミュージカル・リバイバル作品賞 | ミュージカル・リバイバル作品賞   | 受賞       |
| 2007 | トニー賞                 | ミュージカル主演男優賞         | ラウル・エスパルザ               | ノミネート |
| 2007 | トニー賞                 | ミュージカル演出賞             | ジョン・ドイル                   | ノミネート |

### 2017年ピッツフィールド
| 年   | 賞                                        | 部門                     | ノミネート           | 結果       |
| ---- | ----------------------------------------- | ------------------------ | -------------------- | ---------- |
| 2017 | バークシャー・シアター・アワード          | ミュージカル作品賞       | ミュージカル作品賞   | 受賞       |
| 2017 | バークシャー・シアター・アワード          | ミュージカル主演男優賞   | アーロン・トヴェイト | ノミネート |
| 2017 | バークシャー・シアター・アワード          | ミュージカル助演女優賞   | エレン・ハーヴェイ   | 受賞       |
| 2020 | ブロードウェイワールド バークシャー地域賞 | この10年のボーカリスト賞 | アーロン・トヴェイト | 受賞       |

## 日本での上演
1999年2月、青山劇場で初演。
- 訳詞・演出：小池修一郎
- 出演：山口祐一郎、今拓哉、花山佳子、鳳蘭、麻生かほ里、シルビア・グラブ、麻乃佳世、石川禅、白木美貴子、入絵加奈子、安崎求、美月ノア、山形ユキオ、村國守平

## 注記
1. 1 2  
The "Overture" and "Entr'acte" were part of the original Broadway Production. (Source: Original Official "Company" Vocal Score).
2. ↑  Played in most productions by the actor who plays Susan or Jenny.
3. ↑  In the 1990s, "Marry Me a Little" was restored permanently to close Act I and added to the 1995 and 2006 revivals, it is also included in the official composer's edition of the vocal selections, published in 1996 (ISBN 0-7935-6763-7).
4. ↑  Added in for the 1995 Broadway Revival.
5. ↑  The dance number "Tick-Tock" (arranged by David Shire) was abridged for the first Broadway revival, and afterwards deleted entirely from the score.However, it has since been restored in some productions (such as the 2004 Reprise! production in Los Angeles and the 2011 New York Philharmonic staging).
6. ↑  The song "Multitude of Amys" was the original finale but was cut due to major structural changes in the script.  "Marry Me a Little" was started as a replacement but subsequently moved to the end of the first act.  "Happily Ever After" was used as the finale for the first few performances, before being replaced by "Being Alive".